# Народна библиотека „Вук Караџић” Велико Градиште
Народна библиотека „Вук Караџић“ Велико Градиште спада у општинске јавне библиотеке и обавља послове и задатке утврђене законом и прописима који регулишу библиотечко-информациону делатност. Библиотека је установа културе која свим грађанима обезбеђује библиотечко-информационе услуге путем приступа и коришћења различитих извора информација, у циљу задовољавања њихових културних, информационих, научних, образовних и рекреативних потреба. Извори информација подеднако су доступни свим корисницима Библиотеке без обзира на расу, националност, политичку припадност, старосно доба, пол, веру, језик, инвалидност, социјални статус и образовни ниво. Улога јавне Библиотеке у локалној заједници од општег је значаја и представља важан чинилац у културном и информационом развоју друштва.

## Делатност
Делатност Народне библиотеке „Вук Караџић“ је обављање библиотечко-информационе делатности и обухвата: пружање услуга корисницима, омогућавање приступа библиотечко-информационој грађи и давање уптстава за њено коришћење, израду, набавку, стручну обраду, чување и заштиту библиотечко-информационе грађе, учешће у заједничкој бази података, културно-образовне програме, издавачку делатност, сарадњу са осталим установама културе и образовања како на нивоу локалне заједнице, тако и на регионалном и републичком нивоу. Поред наведеног, Библиотека посебну пажњу посвећује бројним и разноврсним културним активностима и манифестацијама: књижевним сусретима, промоцијама, радионицама, изложбама, обележавању значајних јубилеја и датума итд.
Обрада библиотечке грађе заснива се наа примени јединствене каталошко-библиографске обраде и јединственог система класификације, у складу са усвојеним националним и међународним правилима. Народна библиотека је од 2008. године пуноправна чланица библиотечко-информационог система COBISS.RS и активно учествује у систему узајамне електронске каталогизације.
Народна библиотека „Вук Караџић“ на различите начине подстиче коришћење библиотечко-информационе грађе и задовољава потребе корисника свих категорија. У том циљу, набавка библиотечко-информационе грађе се врши студиозно и наменски и фонд Библиотеке обухвата, поред белетристике, грађу из области филозофије, религије, историје, социологије, теорије књижевности, историје уметности, психологије, филма музике, итд. Библиотека има издвојено и Дечје одељење за најмлађе кориснике, али и богату Референсну и Завичајну збирку. У холу Библиотеке налази се Галерија Милана Бесарабића, познатог српског вајара.

## Историја
Уколико се осврнемо на почетке културног просвећења локалне заједнице, појава Првог градиштанског читалишта на Светог Саву давне 1848. године, коју бележе Сербске народне новине, засигурно је представљала једно ново поглавље у свим сегментима друштвеног живота наше варошице. По угледу на друга читалишта, која су се тих година оснивала по градовима Србије, у Градиштанском читалишту су се читале новине, организовале беседе и предавања, као и курсеви описмењавања и рачунања. Прво забележено предавање у пожаревачком крају одржао је др Илија Јовановић 1872. године у Градиштанском читалишту.
У извештају упућеном кнезу Милошу, наводи се да у Великом Градишту постоји Читаоница, основана 1872. године, лепо опремљена, која је у то време поседовала 36 књига и бројила 33 члана.
Није познато шта се у наредним годинама дешавало са Читалиштем, али се зна да су за време Првог светског рата, током бугарске окупације, спаљене све српске књиге.
Тридесетих година је постојала читаоница Трговачке омладине, док током Другог светског рата, Читаоница није радила.
Након ослобођења, 1947. године обновљена је Градска читаоница, а потом је припојена Народном универзитету, 1967. године.
Почетком 1995. Библиотека постаје самостална институција.
Смештена је у једну од најлепших грађевина Старе чаршије, задужбнину добротвора Саве Ж. Обрадовића и жене му Кате, и у складу са историјским и архитектонским значајем овог здања, али и атрактивном локацијом, Библиотека успева да сачува дух минулих времена, али и да одговори на захтеве савременог друштва.
Упркос дугој историји ове институције, која нам је у одређеним временским периодима потпуно недокучива, а у оним, пак, сазнатљивим, драматична и протејска, Градиштанско читалиште, које је претеча данашње Библиотеке, представља најстарију институцију културе.